# Södra Rödskär
Södra Rödskär är en ö i Åland (Finland). Den ligger i Skärgårdshavet och i kommunen Kökar i landskapet Åland, i den sydvästra delen av landet. Ön ligger omkring 69 kilometer öster om Mariehamn och omkring 220 kilometer väster om Helsingfors.
Öns area är 6,6 hektar och dess största längd är 440 meter i öst-västlig riktning. Ön höjer sig omkring 15 meter över havsytan.